# Elektra King
Elektra King é uma personagem do filme 007 O Mundo não é o Bastante, décimo-nono da série cinematográfica de James Bond, criado por Ian Fleming. Foi interpretada nas telas pela atriz francesa Sophie Marceau, assim como Rosa Klebb é a principal antagonista feminina do filme.

## Características
Bela e com uma aparência de criança selvagem, Elektra é a herdeira de Sir Robert King, magnata britânico do petróleo, morto no começo da trama, pela própria filha, fato desconhecido das autoridades. Elektra havia sido raptada anteriormente e seu pai negou-se a pagar o resgate, a conselho de M - que desaconselhava fortemente que o magnata cedesse a chantagens de terroristas. Isto causou sua morte, pelas mãos da própria Elektra, que em seu cativeiro desenvolveu a Síndrome de Estocolmo por seu raptor, o terrorista Renard, antes de escapar - numa farsa montada por eles - de seus sequestradores.
Seu plano - associada a Renard, que tornou-se seu amante e mentor - é monopolizar o transporte de petróleo através de dutos em todo o Mediterrâneo, provocando uma explosão nuclear num submarino capturado no Estreito de Bósforo, interrompendo o fornecimento de petróleo do Mar Cáspio até a Turquia e daí para o Ocidente.

## Filme
Elektra e Bond encontram-se pela primeira vez no enterro de Sir Robert, na Escócia, após ela ter escapado dos sequestradores (e ter assassinado o próprio pai, o que todos desconhecem), e M dá ordens a Bond para que proteja sua vida por um período, temerosa de uma vingança de Renard. Elektra, que desenvolveu grande ódio pelo pai - a quem acusa de ter roubado 'seu óleo' e de sua mãe, já morta - e pelo serviço secreto britânico, por não terem pago seu resgate, dispensa a presença do espião ao seu lado, dizendo que sua família confiou no MI-6 por duas vezes mas ela não cometerá mais o mesmo erro.
Entretanto, Bond precisa salvar os dois quando, depois de acompanhá-la às montanhas para ver os dutos de óleo que ela constrói, são atacados por assassinos e sobrevivem escondendo-se na neve, após uma avalanche provocada. Eles então passam a noite juntos e fazem amor na mansão dela, em Baku.
Bond acredita que Renard está por trás da tentativa de assassinato, porém, quando o encontra no Azerbaijão disfarçado de cientista e acaba confrontando-o, descobre que Elektra não deve ser tão inocente quanto parece, já que o terrorista lhe diz que os dois se tornaram amantes. Escapando dos homens de Renard, de volta a Baku, ele confronta Elektra, e esta pede a M que vá para o lugar protegê-la, pois não confia mais em Bond. Quando M chega com seus agentes, eles são mortos pelos homens da vilã, que faz M prisioneira, confessa que matou o pai, conta todos seus planos megalomaníacos e sua associação com Renard.
No clímax do filme, Elektra aprisiona Bond numa antiga cadeira espanhola de tortura, com um garrote que quebra o pescoço da vitima, e está a ponto de matá-lo quando ele é salvo por Valentin Zukovsky, um ex-agente da KGB que é seu aliado na trama e invadiu o lugar, mesmo às custas de sua vida, atingido por um tiro de Elektra. Bond então a persegue até torre de sua mansão, com ela gritando que ele não pode matá-la pois eles se amaram. Perseguida e acuada por 007 em seu quarto, Elektra é pressionada para ligar para Renard e impedi-lo de usar o detonador nuclear do submarino. Ela se nega, dizendo que ele não poderá matá-la, pois fizeram amor e ele não mata as mulheres que ama. Bond a pressiona novamente mas ela se nega tentando seduzi-lo e dizendo-lhe que "poderia ter lhe dado o mundo", ao que 007 responde, "o mundo não é o bastante", e a mata com um tiro.

## Morte
Elektra King e Fatima Blush são as duas únicas bond girls em toda a série no cinema a serem mortas frente a frente por James Bond. Blush foi executada por ele em Never Say Never Again, filme não-oficial de 1983, com Sean Connery em sua última aparição na pele de 007.